# Pierre Henri

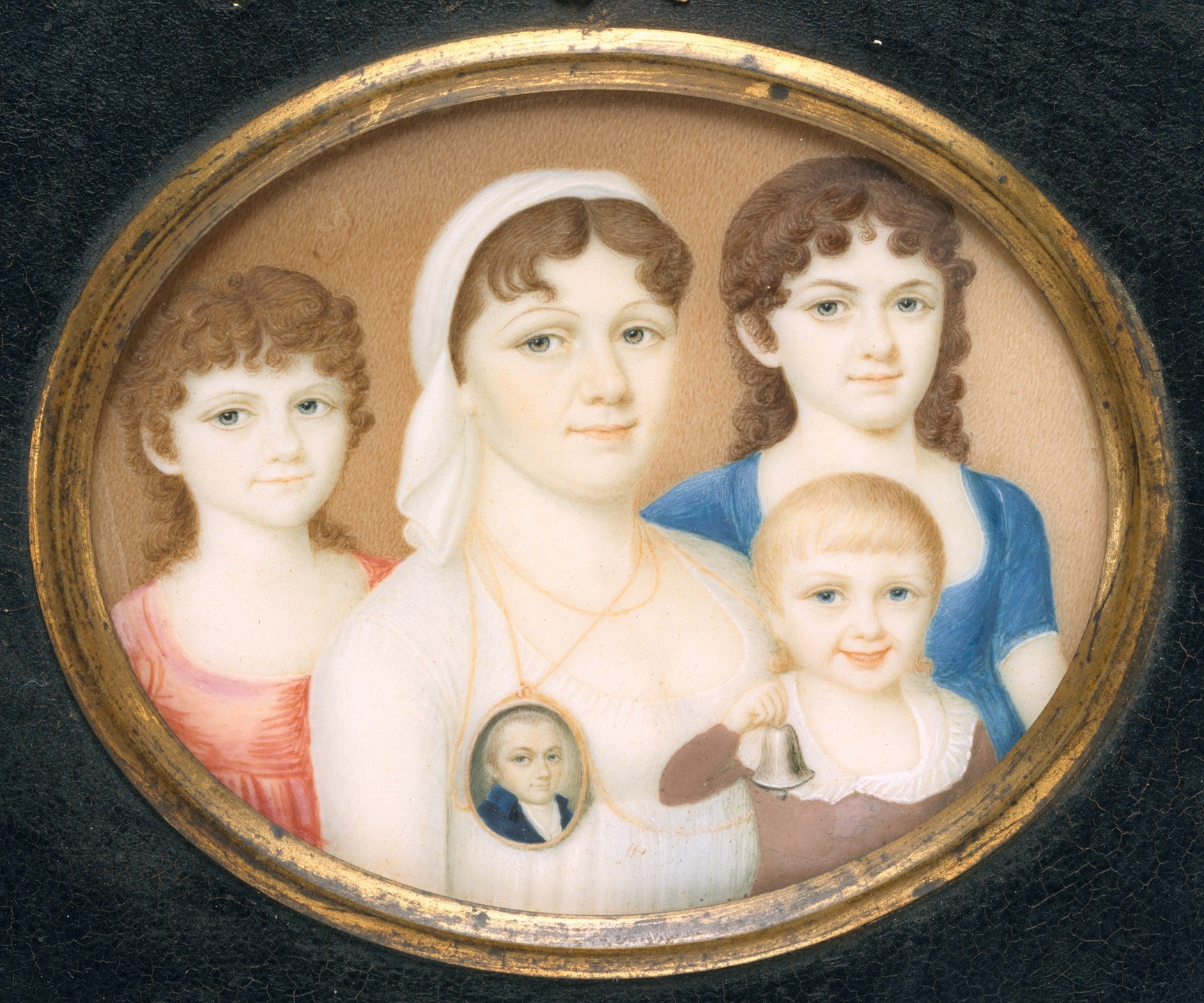
Pierre Henri: The Artist's Family (um 1800). Metropolitan Museum of Art

Pierre Henri (* ca. 1760 in Paris; † 1822 in New York City) war ein französisch-amerikanischer Miniaturporträtmaler. Er wurde vor allem durch seine Arbeiten entlang der amerikanischen Ostküste von New York bis New Orleans bekannt.

## Leben
Pierre Henri wurde um 1760 in Paris geboren. Über seine künstlerische Ausbildung sind keine gesicherten Angaben bekannt, doch wird vermutet, dass er im Umfeld der Royal Academy in London Miniaturmalerei studierte. 1776 brachen er und ein Onkel nach Nordamerika auf, doch ihr Schiff erlitt auf einer westindischen Insel Schiffbruch. Dort warb er in der New York Daily Advertiser als „miniature painter lately arrived from France“. 1789 heiratete er die Tochter eines Schifffahrtskapitäns aus Philadelphia. In den folgenden etwa drei Jahrzehnten reiste er häufig entlang der Ostküste. Zu seinen Wirkungsstätten gehörten New York, Philadelphia, Baltimore, Alexandria, Richmond, Charleston und New Orleans. Er stellte sich den Kunden in diesen Städten vor und nahm Aufträge an. Er starb schließlich im Jahr 1822 in New York City.

## Werk

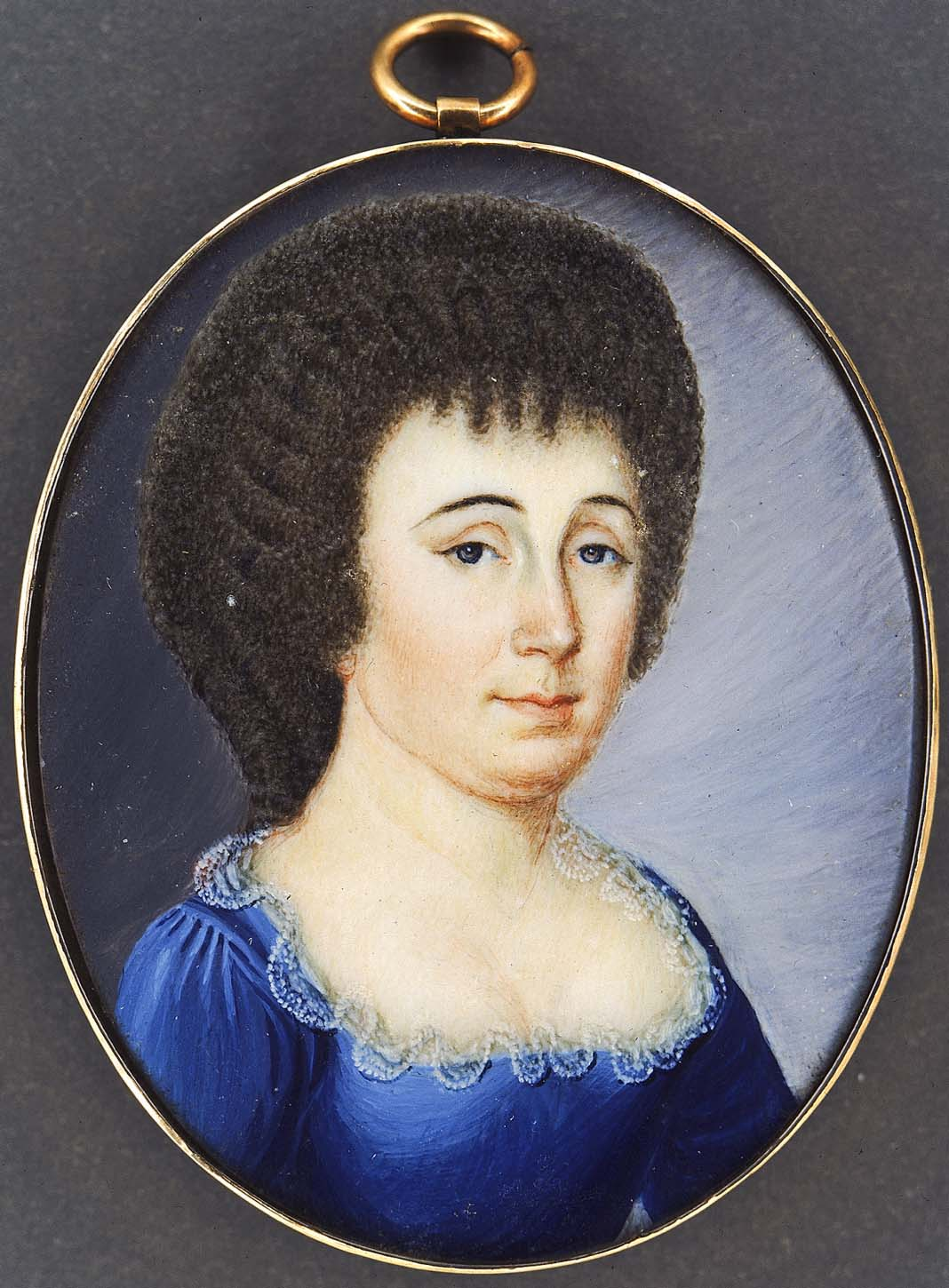
Pierre Henri: Mrs. Alexander Rose (Margaret Smith), um 1788. Smithsonian American Art Museum

Pierre Henri spezialisierte sich auf Porträtminiaturen, die er meist in Aquarell auf Elfenbein malte. Seine Miniaturen reichten von relativ kleinen Formaten bis hin zu winzigen Motiven für Ringe. Ein bekanntes Werk ist das Bildnis von Gouverneur Morris aus dem Jahr 1798, das Teil der Sammlung des Metropolitan Museum of Art ist (Elfenbein, ca. 7 × 5,4 cm). Ebenso zeigt das Museum ein Gruppenporträt seiner Familie (The Artist’s Family, um 1800). Stilistisch zeigt Henri typische Merkmale der amerikanischen Miniaturmalerei des späten 18. und frühen 19. Jahrhunderts: eine feine Aquarellführung, detailreiche Gesichtszüge und eine elegante Darstellung im kleinen Format.